# Pałac w Zatoniu
Pałac w Zatoniu – zabytkowy pałac w Zatoniu, dawnej wsi – od 1 stycznia 2015 dzielnicy Zielonej Góry.

## Historia
Pałac został wybudowany w 1689 przez ówczesnego właściciela dóbr zatońskich Balthazara von Unruh w formie barokowego dworu.  
W 1809 nabył go książę żagański Piotr Biron z przeznaczeniem na posag dla swojej najmłodszej córki Doroty de Talleyrand-Périgord, która w tymże roku wyszła za mąż. Księżna Dorota przeprowadziła się tu dopiero w latach czterdziestych XIX w. To na czas jej pobytu (1840–1844) przypada najlepszy okres w historii pałacu. W 1841 Zatonie odwiedził król Prus Fryderyk Wilhelm IV wraz z małżonką. W latach 1842–1843 pałac został przebudowany w formie klasycystycznej. Budynek podwyższono wtedy o jedno piętro i dobudowano nową część. Według najnowszych ustaleń autorem projektu przebudowy dworu był W. Gurlt, książęcy urzędnik ds. budowlanych z Otynia. W tym samym czasie zaczęto także przekształcać park wokół pałacu, prawdopodobnie według projektu Piotra Lenné, chociaż można również spotkać stanowisko, iż z ówczesną transformacją pierwotnej budowli w klasycystyczny pałac, wzniesieniem cieplarni i oranżerii, a także założeniem parku należy wiązać nazwisko Karla Fryderyka Schinkla.  
Po śmierci księżnej Doroty (1862) właścicielem pałacu został jej młodszy syn, Aleksander Edmund markiz de Talleyrand-Périgord. Z jego inicjatywy na początku lat siedemdziesiątych XIX w. pałac wraz z przyległą oranżerią zostały przebudowane według projektu A. Jaekela.
W 1879 pałac zakupił Karl Rudolf Friedenthal, który ożenił się z Fanny von Rosenberg. Po śmierci Rudolfa obiekt przejęła jego córka Renata von Lancken-Wakenitz.
Spalony przez wojska radzieckie w roku 1945 nie został odbudowany.
W 2018 roku zabezpieczono ruiny pałacu oraz udostępniono je zwiedzającym. Rewitalizacja parku odbyła się w ramach projektu „Zachowanie i wykorzystanie historycznych krajobrazów parkowych w Branitz i Zatoniu" i kosztowała blisko 17 milionów złotych.

## Architektura
Dwupiętrowy pałac wybudowany na planie prostokąta, kryty płaskim dachem z attyką z centralnie umieszczonym kartuszem z inicjałami RF (Rudolf Friedenthal) i herbem jego żony Fanny von Rosenberg przedstawiającym róże i czterema wazonami, które ozdabiają naroża.

## Galeria

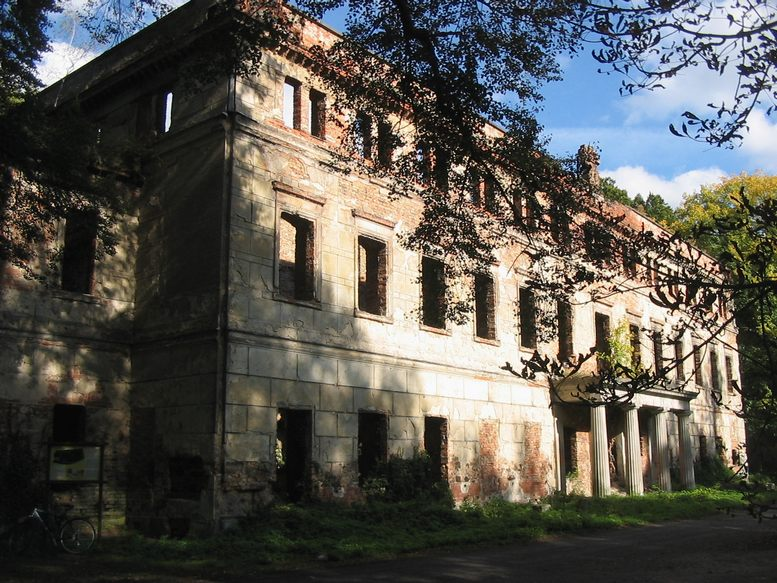
Ruiny pałacu, 2005
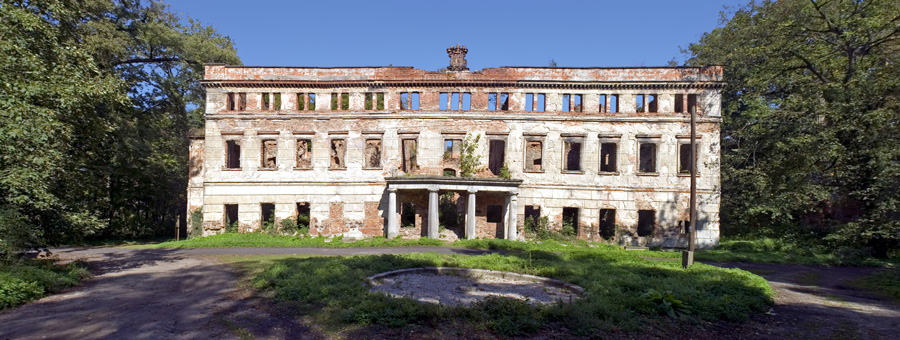
Panorama, 2006
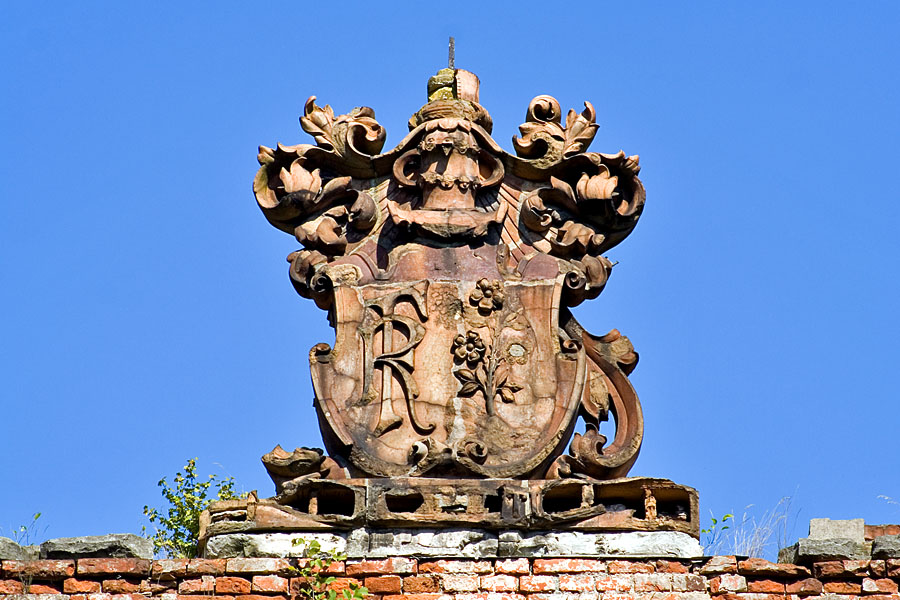
Inicjały RF (R. Friedenthal), herb żony Fanny Rosenberg
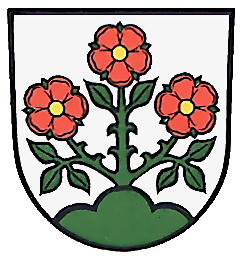
Herb von Rosenberg
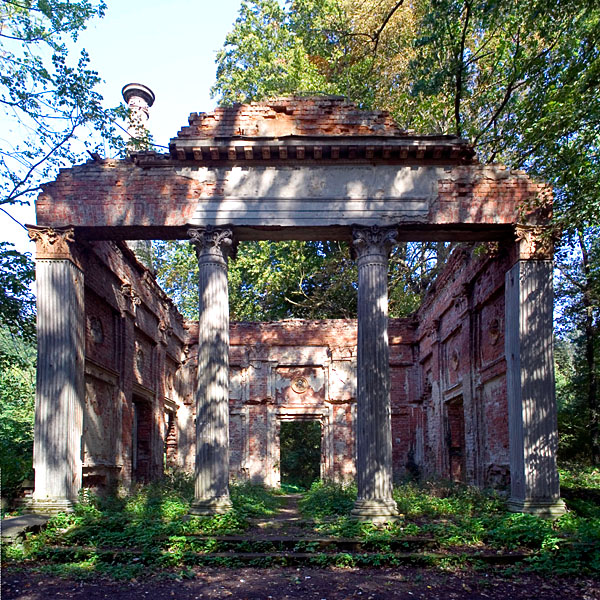
Oranżeria, 2006
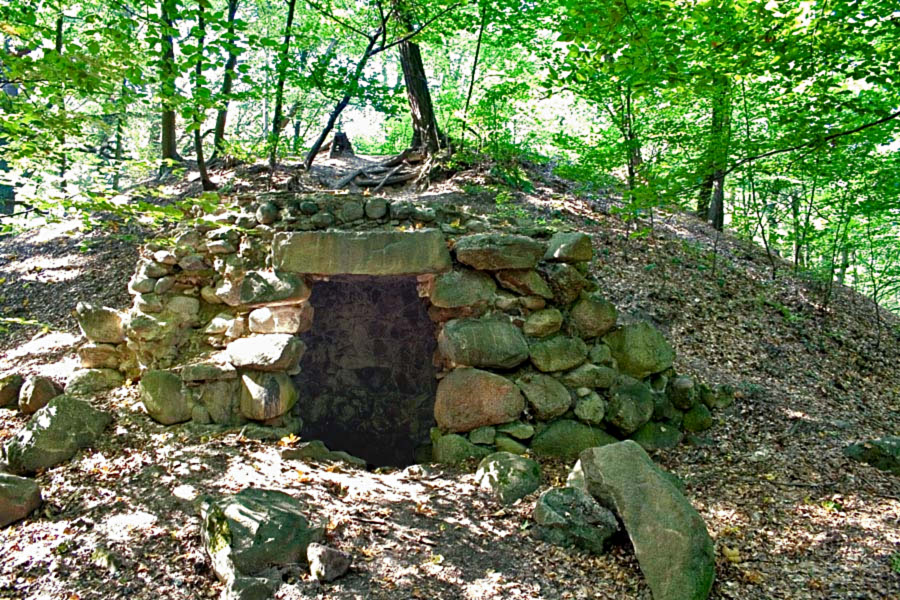
Grota w parku, 2006
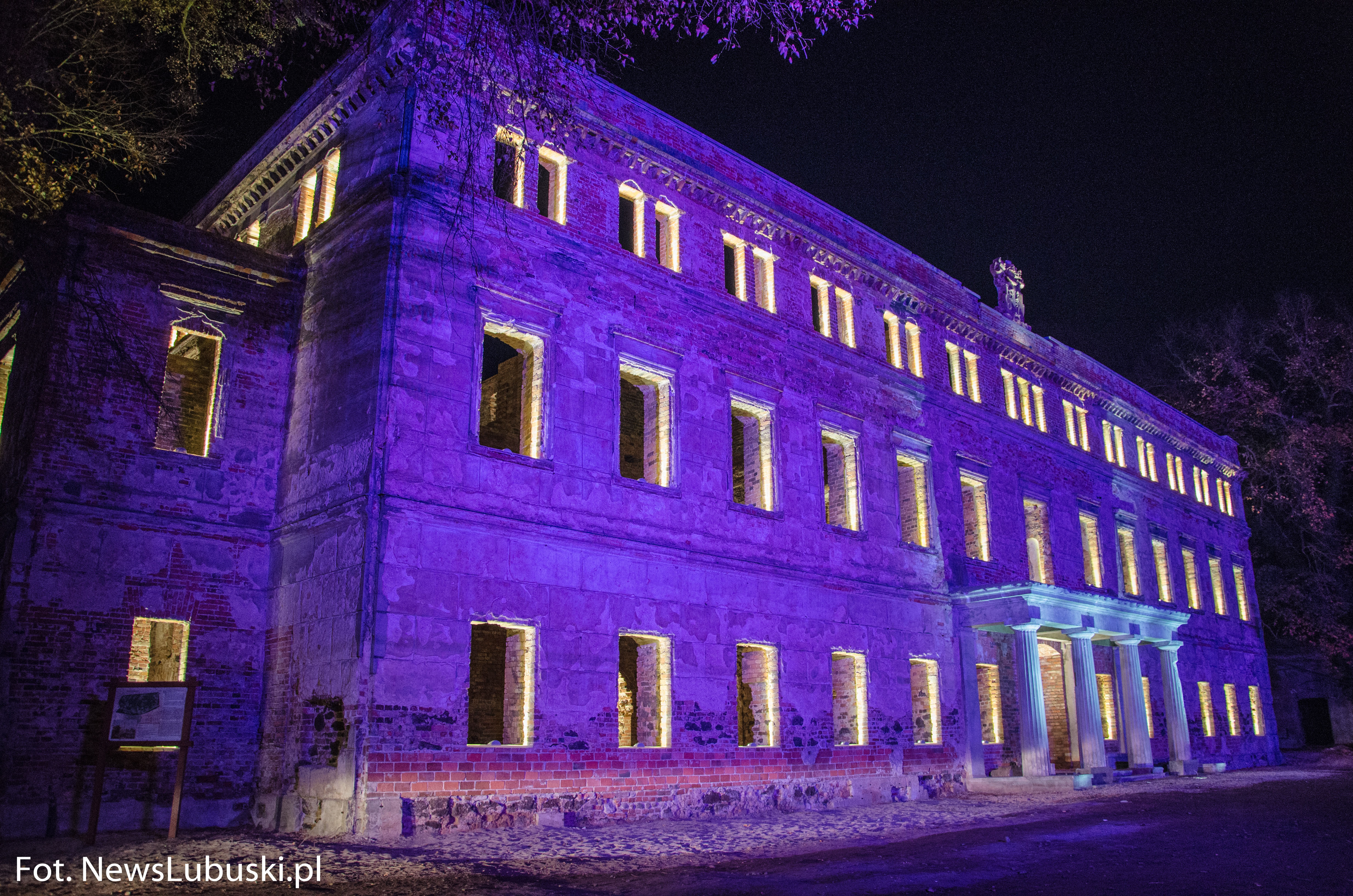
Podświetlony pałac, 2018
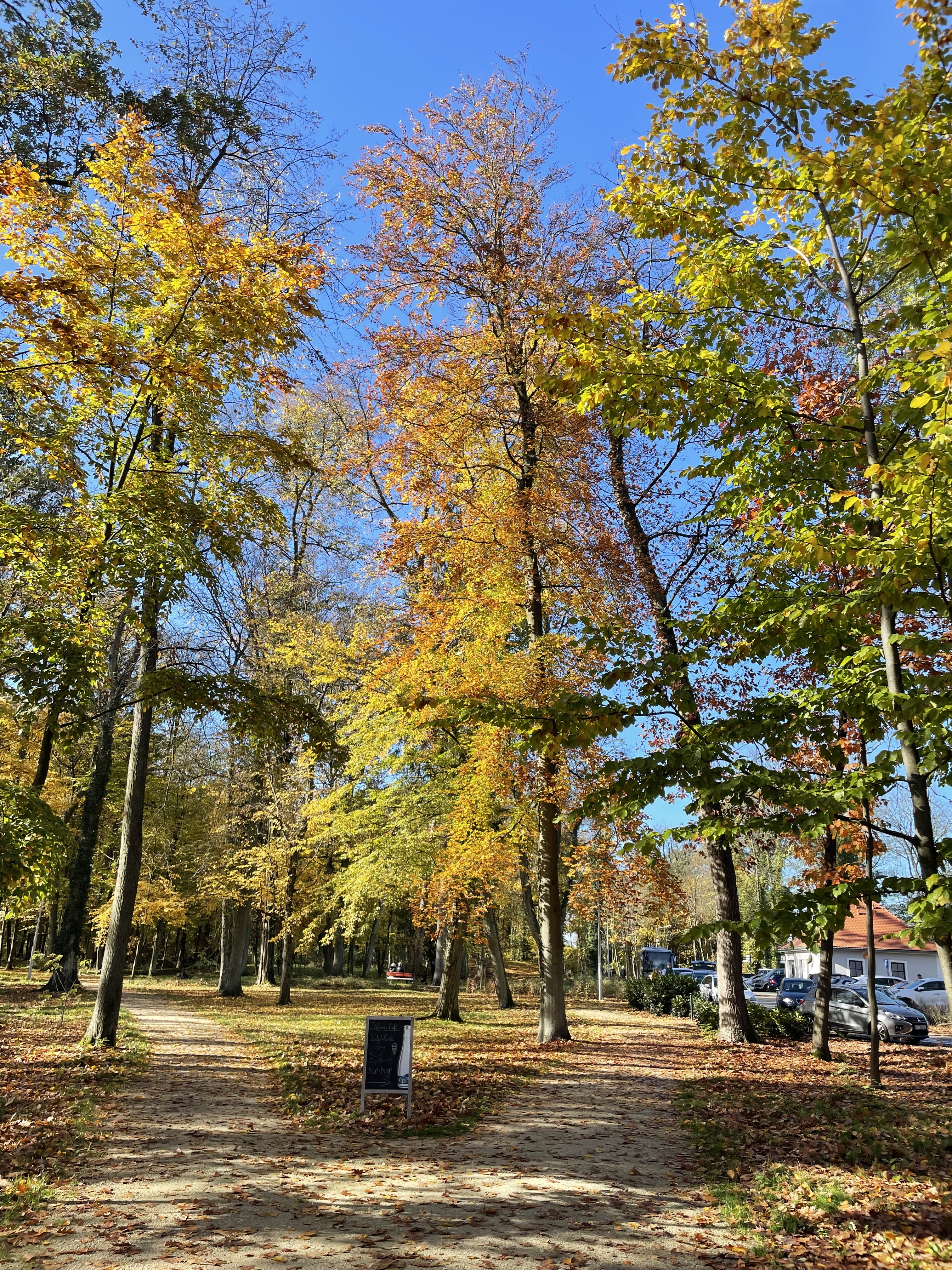
Park w Zatoniu